# محمد زيان
محمد زيان (بالفرنسية: Mohammed Ziane) ولد في 14 فبراير 1943 في مدينة مالقة بإسبانيا. وزير حقوق الإنسان بالمملكة المغربية سابق، ويعمل الآن محاميا، كما أنه رجل سياسي، بالإضافة إلى نشاطه في مجال الدفاع عن حقوق الإنسان.
حاصل على شهادة عليا في القانون د، وهو نقيب المحامين سابقا، حيث صار عضوا في مجلس هيئة المحامين بالرباط بعد انتخاب الأستاذ محمد أقديم نقيبا خلفا له
مدير جريدة «الحياة اليومية» بالرباط.
المنسق الوطني للحزب المغربي الليبرالي.
له عدة مشاركات دولية ووطنية حول حقوق الإنسان.

## حياته
في 1963 تابع محمد زيان الدراسات الثانوية في مدينة جنيف السويسرية، واشتغل في مناصب مهمة بوزارة الفلاحة مابين 1965 و 1968، واشتغل كبرلماني، ثم وزير حقوق الإنسان عهد الحسن الثاني.
سجنه
بعد إدانته بتهمة "اختلاس أموال الدعم العمومي" الموجهة للحزب المغربي الحر الذي كان يقوده في عام 2015. أصدرت محكمة الاستئناف في الرباط يوم السبت 20 يوليو حكماً يقضي بسجن وزير حقوق الإنسان السابق والمحامي محمد زيان لمدة خمس سنوات.
ورغم ذلك يصر زيان على نفي جميع التهم الموجهة إليه، وقد أدلى في السنوات الأخيرة بتصريحات ينتقد فيها السلطات، خصوصاً أجهزة الاستخبارات المغربية.